# Bulgarije op het Junior Eurovisiesongfestival 2011
Bulgarije nam deel aan het Junior Eurovisiesongfestival 2011, dat gehouden werd Jerevan, Armenië. Het was de 3de deelname van het land op het Junior Eurovisiesongfestival. BNT was verantwoordelijk voor de Bulgaarse bijdrage voor de editie van 2011.

## Selectieprocedure
Op 15 augustus 2011 deelde BNT mee dat het zou deelnemen aan de negende editie van het Junior Eurovisiesongfestival. Daarmee was Bulgarije het dertiende land dat zijn deelname bevestigde. Deelnemers kunnen zich tot 12 september inschrijven. De finale vond plaats op zondag 2 oktober. Ivan Ivanov werd de winnaar met het nummer Supergeroy, en mocht aldus Bulgarije vertegenwoordigen op het negende Junior Eurovisiesongfestival.

## Detska Pesen Evrovizya 2011
| Volgorde | Artiest                | Lied               |
| -------- | ---------------------- | ------------------ |
| 1        | Peyeschite Kengura     | Sto stari nescha   |
| 2        | Daniela Ilieva         | S magiya           |
| 3        | Shareno Gerdanche      | Da dostignem verha |
| 4        | Rustam Gubkin-Mateyski | Moga               |
| 5        | New Voices             | Be my friend       |
| 6        | Charovni Usmivki       | Parti pesen        |
| 7        | Ivelin Trakiyski       | Zavistta           |
| 8        | Daga                   | Chuden san         |
| 9        | Ivan Ivanov            | Supergeroy         |
| 10       | Morski Pesachinki      | Sinya pesen        |

## In Jerevan
In oktober werd de startvolgorde geloot. Bulgarije trad als vijfde aan, na gastland Armenië en voor Litouwen. Aan het einde van de puntentelling stond Bulgarije op een achtste plaats, met 60 punten. Na afloop van het festival trok Bulgarije zich terug uit het Junior Eurovisiesongfestival, waardoor de derde deelname (voolopig) ook de laatste is.